# Ff – Südtiroler Wochenmagazin
Die ff ist ein Wochenmagazin für Südtirol, das über aktuelle Themen aus den Bereichen Politik, Wirtschaft, Gesellschaft und Kultur berichtet. Die Zeitschrift wird von der gleichnamigen Verlagsgesellschaft FF Media GmbH herausgegeben und versteht sich selbst als „parteilich und konfessionell ungebunden, weltanschaulich offen und pluralistisch“. Mitbestandteil jeder Ausgabe ist das aktuelle Fernsehprogramm sämtlicher in Südtirol empfangbaren deutsch- und italienischsprachigen Fernsehsender für die jeweilige Woche. ff erscheint wöchentlich am Donnerstag.

## Geschichte
Die ff war von ihrem Gründer Klaus Dubis ursprünglich als Illustrierte für Fernsehen und Freizeit konzipiert worden. Von Anfang an wurde das Projekt vom Bozner Unternehmer Christoph Amonn unterstützt. Die erste Ausgabe erschien im September 1980. Erster Chefredakteur des Wochenmagazins war bis 1990 Gottfried Solderer. Bereits in den ersten Jahren entwickelte sich die Zeitschrift von einer Fernsehillustrierten zu einem Informationsmagazin, das durch das Aufgreifen brisanter gesellschaftspolitischer Themen bewusst provozierte und im regionalen Rahmen immer wieder für Diskussionsstoff sorgte. Investigativer Journalismus und Artikel über Tabuthemen wurden in den 1980er- und 1990er-Jahren zum Markenzeichen der ff.
Anfang der 1990er Jahre führten interne Unstimmigkeiten beinahe zum Aus der Zeitschrift, als die komplette Redaktion unter dem damaligen Chefredakteur Hans Karl Peterlini mit der Ausnahme von Florian Kronbichler kündigte und die kurzlebige Wochenzeitschrift südtirol profil gründete, aus der 1996 die Neue Südtiroler Tageszeitung hervorging. In den Jahren 2003–2004 versuchte die ff-Media GmbH mit Südtirol 24h selbst eine Tageszeitung auf dem Markt zu platzieren.
Heute gilt ff als zweitwichtigstes Printmedium Südtirols nach der Tageszeitung Dolomiten. Laut eigener Angabe erreicht die ff rund 33 % der Südtiroler Bevölkerung.

## Besitzanteile an derFF Media GmbH
40 % der Verlagsanteile sind Eigentum der Familie Amonn, der ursprünglich sämtliche Anteile gehörten, ehe 2006 der Nordtiroler Unternehmer Otto Steixner 60 % der GmbH übernahm. Bereits 2007 veräußerte Steixner seine Anteile an den Wiener Anwalt Stefan Weber und den Schweizer Medienberater Kurt W. Zimmermann. 2017 verkaufte Zimmermann seine Anteile an Manuel Saxl. 2019 erwarben die Unternehmer Hellmuth Frasnelli und Karl Pichler die bisher von Saxl und Weber gehaltenen Mehrheitsanteile.